# Otto Wilhelm von Struve
Otto Wilhelm von Struve (Dorpat, 7 maggio 1819, nel calendario giuliano: 25 aprile – Karlsruhe, 14 aprile 1905) è stato un astronomo russo ma di origini tedesche.
Il suo nome in russo può essere traslitterato in Otto Vasil'evič Struve  (in cirillico Отто Васильевич Струве).

## Biografia
Otto Wilhelm von Struve era figlio di Friedrich Georg Wilhelm von Struve, con il quale lavorò come assistente e di seguito gli succedette all'Osservatorio di Pulkovo, fino al 1889. È ricordato per l'osservazione dei satelliti di Urano e Nettuno e per aver tentato di misurare gli anelli di Saturno. 
È stato premiato con la Medaglia d'Oro della Royal Astronomical Society nel 1850.